# Fokker F28 Fellowship
Fokker-28 är ett 2-motorigt jetdrivet passagerarflygplan, flög för första gången 1967.
Tillverkades i 241 exemplar, sista tillverkades 1987.
Har flugits bland annat av
- Aerolineas Argentinas
- Aero Peru
- Air Anglia
- Air France
- Air Gabon
- Air Ivoire
- Air Mauritanie
- Air Namibia
- Air Nauru
- Air Niugini
- Air Ontario
- Air Tanzania
- Aviaction
- Ansett Airlines of Australia
- Biman Bangladesh Airlines
- Braathens
- British Airways
- Burma Airways
- Canadian Regional Airlines
- Cimber Air
- Delta Air Transport
- East-West Airlines
- Garuda airlines
- Germanair
- Ghana Airways
- Iberia
- Itavia
- KLM
- Linjeflyg
- LTU
- Martinair
- Merpati
- Montenegro Airlines
- Myanmar Airways
- Nigeria Airways
- Pelita Air Service
- Quebecair
- Royal Swazi National Airways
- SAS Scandinavian Airlines
- TAME, Línea Aérea del Ecuador
- Turkish Airlines

Har använts av Togos regering som VIP transport.